# 鄭慧芸
鄭慧芸（Zheng Hui-Yun，1977年4月23日—），台灣女子籃球運動員，擔當中華女籃中鋒數年。自12歲國中一年級時開始接觸籃球，並於國中三年級時加入國泰女籃，2005年曾赴中國甲A聯賽江蘇蘇寧環球隊打球，2006年2月23日在WSBL場上左膝十字韌帶斷裂，不過在2006年底由於中華女籃蔡佩真心疾開刀退出中華培訓隊，在手術後復健中，鄭慧芸負傷加入2006年杜哈亞運中華隊12人名單中，在不屈不撓的情況下，與中華女籃共同獲得亞運的銀牌，但2007年因養傷而未參予WSBL國泰14連霸，隨後雖想就此引退，但不輕言放棄的鄭慧芸，之後又陸續帶著左膝的傷，征戰了大大小小的國際賽事，在錢薇娟之後，接下了中華女籃一姐的位子，帶領新生代好手，在2007至今的國際賽事中奮戰。現為中國文化大學女子籃球隊總教練。
2016.04.22正式退休轉任國泰女籃總教練

## 學歷
桃園縣員樹林國小、新北市淡水國中、黎明工專電子科、淡水商工、台北市中國文化大學體育系、中國文化大學運動教練研究所。

## 打球風格
鄭慧芸擅長位置為中鋒，可以說是近幾年來台灣第一中鋒，是台灣第二位赴中國打球的球員，身為金牛座的鄭慧芸，各方面都要求完美，外加個性剛強，所以打起球可說是毫無畏懼。

## 得獎紀錄
- 1999年 第廿二屆瓊斯盃國際籃球邀請賽MVP、得分后、阻攻后
- 2000年 日月光甲組籃球聯賽女子組MVP、最佳五人[1]
- 2000年 第廿三屆瓊斯盃國際籃球邀請賽MVP
- 2001年 甲組籃球聯賽MVP、最佳五人
- 2002年 甲組籃球聯賽MVP、籃板后、得分后
- 2003年 甲組籃球聯賽MVP、阻攻后
- 2004年 第廿六屆瓊斯盃國際籃球邀請賽MVP、得分后、籃板后、阻攻后、最佳五人
- 2005年 第一屆WSBL女子超級籃球聯賽MVP
- 2005年 第廿七屆瓊斯杯國際籃球邀請賽阻攻后
- 2008年 第三十屆瓊斯杯國際籃球邀請賽票選12大球員之一
- 2020年 第十五季女子超級籃球聯賽年度教練

## 國手資歷
- 1993 年  第十六屆瓊斯盃國際邀請賽
- 1994 年  第十二屆日本廣島亞運會
- 1994 年  第十七屆瓊斯盃國際邀請賽
- 1995 年  第十八屆瓊斯盃國際邀請賽
- 1996 年  第十九屆瓊斯盃國際邀請賽
- 1997 年  第二屆南韓釜山東亞運會
- 1997 年  第二十屆瓊斯盃國際邀請賽
- 1998 年  第十三屆曼谷亞運會
- 1998 年  第廿一屆瓊斯盃國際邀請賽
- 1999 年  第十八屆亞洲女籃錦標賽
- 1999 年  西班牙帕瑪世界大學運動會
- 1999 年  第廿二屆瓊斯盃國際邀請賽
- 2000 年  亞洲盃
- 2000 年  亞運會
- 2000 年  第廿三屆瓊斯盃國際邀請賽
- 2001 年  第三屆日本大阪東亞運會
- 2002 年  第十四屆南韓釜山亞運會
- 2002 年  第廿五屆瓊斯盃國際邀請賽
- 2002 年  大陸南京世界盃
- 2003 年  第廿二屆韓國大邱世界大學運動會
- 2004 年  第二十屆日本仙台亞洲女籃錦標賽
- 2004 年  FIBA世界女籃聯盟會外賽
- 2004 年  第廿六屆瓊斯盃國際邀請賽
- 2004 年  FIBA世界女籃聯盟賽
- 2005 年  第廿一屆大陸秦皇島亞洲女子籃球錦標賽
- 2005 年  第廿七屆瓊斯盃國際邀請賽
- 2005 年  第廿三屆土耳其伊士麥世界大學運動會
- 2005 年  第四屆澳門東亞運
- 2006 年  第廿八屆瓊斯盃國際邀請賽
- 2006 年  杜哈亞運
- 2007 年  第廿九屆瓊斯盃國際邀請賽
- 2007 年  第22屆韓國仁川亞錦賽
- 2008 年  第三十屆瓊斯盃國際邀請賽
- 2009 年  第23屆印度青奈亞錦賽
- 2009 年  第三十一屆瓊斯盃國際邀請賽
- 2009 年  第五屆香港東亞運
- 第十二屆世界盃國手
- 第十四屆、十五屆、十六屆 亞洲盃國手

## 印象最深刻的比賽
- 2006年杜哈亞運負傷上陣拿到中華女籃史上最佳成績-銀牌

## 外部連結
- 鄭慧芸在fiba.basketball（英语）
- 鄭慧芸在archive.fiba.com（存檔）（英语）
- 鄭慧芸在archive.fiba.com（存檔）（英语）
- 鄭慧芸在archive.fiba.com（存檔）（英语）
- 鄭慧芸在archive.fiba.com（存檔）（英语）
- 鄭慧芸在Eurobasket.com（球員）（英语）
- 鄭慧芸在Proballers（英语）
- 鄭慧芸在Eurobasket.com（教練）（英语）